# Деца на рая
„Деца на рая“ (на персийски: بچه‌های آسمان) е ирански детски филм от 1997 г., на режисьора Маджид Маджиди по негов собствен сценарий.
Главните роли се изпълняват от Амир Фарох Хашемиан, Бахаре Седики, Реза Наджи, Фереще Сарабанди.

## Сюжет
В центъра на сюжета са две деца от бедно семейство в Техеран. След като Али губи единствените обувки на по-малката си сестра Захра и за да не притесняват материално затруднените си родители, двамата се опитват да ходят на училище, разменяйки си неговия чифт обувки. След поредица перипетии Али се опитва да спечели обявените като награда за третото място на състезание по бягане спортни обувки, но се проваля, финиширайки първи.

## Актьорски състав
| Актьор                 | Роля         |
| ---------------------- | ------------ |
| Амир Фарох Хашиман     | Али          |
| Бахаре Садиахи         | Захра        |
| Мохамед Амир Наджи     | баща на Али  |
| Фереще Сарабанди       | майка на Али |
| Бехзад Рафии           | треньор      |
| Нафисе Джафар Мохамади | Роя          |
| Ахмад Мохбер           | Маш Рамезан  |
| Камал Миркарими        |              |

## Награди
| Награда | Категория                  | Номиниран | Резултат  |
| ------- | -------------------------- | --------- | --------- |
| Оскар   | Най-добър чуждоезичен филм |           | номинация |
| WFF     | Най-добър филм             |           | награда   |